# Dewatgal, Manvi
Dewatgal là một làng thuộc tehsil Manvi, huyện Raichur, bang Karnataka, Ấn Độ.